# Tierra Colorada, Tuxtla Gutiérrez
Tierra Colorada är en ort i Mexiko.   Den ligger i kommunen Tuxtla Gutiérrez och delstaten Chiapas, i den sydöstra delen av landet, 700 km öster om huvudstaden Mexico City. Tierra Colorada ligger 1 223 meter över havet och antalet invånare är 235.
Terrängen runt Tierra Colorada är kuperad åt sydväst, men åt nordost är den bergig. Tierra Colorada ligger uppe på en höjd. Runt Tierra Colorada är det mycket tätbefolkat, med 1 463 invånare per kvadratkilometer. Närmaste större samhälle är Tuxtla Gutiérrez, 9,0 km söder om Tierra Colorada. I omgivningarna runt Tierra Colorada växer huvudsakligen savannskog.